# Alburnoides manyasensis
Alburnoides manyasensis  (лат.) — вид лучепёрых рыб семейства карповых. Вид является эндемиком реки Simav, притока озера Маньяс (бассейн Мраморного моря в Анатолии, Турция). Любит прозрачные и быстрые ручьи с каменистым дном. Тело длиной 9,2 см .